# USS Pensacola
USS Pensacola je ime več plovil Vojne mornarice ZDA:
- USS Pensacola (1859)
- USS Pensacola (AK-7)
- USS Pensacola (AG-13)
- USS Pensacola (CA-24)
- USS Pensacola (LSD-38)